# Власьев, Всеволод Алексеевич
Всеволод Алексеевич Власьев (1797 — 1855, Могилёвская губерния) — российский морской офицер, контр-адмирал (1852). Участник русско-турецкой войны 1828-1829 годов.

## Биография
Родился в семье бригадира Алексея Борисовича Власьева и его супруги Екатерины Семеновны, урождённой Крюковой.
В 1813 году поступил на службу в Черноморский флот в чине гардемарина. В 1813—1815 годах совершал плавания по Чёрному морю на фрегате «Минерва», транспортном судне «Рион» и бриге «Мингрелия».
18 февраля 1816 года был произведен в чин мичмана и зачислен в 30-й флотский экипаж. В 1816—1820 годах принимал участие в плаваниях на линейном корабле «Анапа», фрегатах «Лиман» и «Воин», транспортном судне «Рион» и корвете «Крым». 15 октября 1820 года переведен в 36-й флотский экипаж. 21 апреля 1821 года произведен в чин лейтенанта. В 1821—1823 годах совершал плавания по Чёрному морю на бриге «Эммануил», фрегате «Флора» и транспортном судне «Ингул». 10 июня 1823 года переведен в 33-й флотский экипаж. В 1823—1826 годах крейсировал на фрегатах «Евстафий», «Поспешный» и «Штандарт» у абхазских берегов, совершал плавания на транспортном судне «Ингул», бриге «Меркурий» и шхуне «Севастополь». 3 июня 1827 года зачислен в 38-й флотский экипаж.
В 1827—1828 годах, командуя люггером «Стрела», крейсировал у абхазских берегов и участвовал в осаде крепости Анапа. В 1827 году «за отличное выполнение обязанностей» Всеволоду Алексеевичу объявлена Высочайшая благодарность. В 1828 году «за отличие, оказанное при осаде крепости Анапа» награждён орденом Св. Анны 3-й степени с бантом. 20 февраля 1829 года переведен в 32-й флотский экипаж. В том же году на фрегате «Флора» участвовал в боевых действиях против турок. 30 апреля 1830 года переведен в 43-й флотский экипаж.
В 1831 году на яхте «Твердис» участвовал в описи Дуная. 6 декабря 1831 года произведен в чин капитан-лейтенанта. В 1832—1834 годах на канонерской лодке «Забияка» производил опись Дуная. 21 октября 1834 года переведен в 35-й флотский экипаж. В 1835—1836 годах находился в плавании на корвете «Варшава». 31 августа 1836 года зачислен в 42-й флотский экипаж. В 1836—1837 годах командовал бригом «Улисс». В 1837 году командовал корветом «Варшава». В том же году «в награду отлично усердной службы» награждён орденом Св. Владимира 4-й степени. В 1837—1841 годах командовал фрегатом «Бургас». 26 января 1838 года переведен в 40-й флотский экипаж.
13 апреля 1838 года участвовал в штурме села Соча-Пета. 15 июня следующего года произведен в чин капитана 2-го ранга. В 1841 году «в награду отлично усердной службы» удостоен орденом Св. Станислава 2-й степени. 5 декабря того же года «за выслугу в офицерском чине 25 лет» награждён орденом Св. Георгия 4-й степени.
В 1842 году командовал 84-пушечным кораблем «Султан Махмуд». 20 января 1843 года переведен в 28-й флотский экипаж и назначен командиром транспортного судна «Березань». В 1843—1845 годах командовал фрегатом «Мидия». 15 апреля 1845 года произведен в чин капитана 1-го ранга. В январе 1846 года назначен командиром фрегата «Флора» и 43-го флотского экипажа. В июле того же года назначен командиром корабля «Святослав» и 37-го флотского экипажа. 2 января 1847 года Всеволоду Алексеевичу объявлено Высочайшее благоволение «за успешную проводку из Николаева в Очаков вновь построенного корабля „Святослав“».
12 марта 1852 году уволен от службы по болезни с производством в чин контр-адмирала.
Скончался контр-адмирал Всеволод Алексеевич Власьев в 1855 году в родовом имении в деревне Синичин Могилёвской губернии.

## Семья
Был женат на Елене Спиридоновне Милонас (04.05.1817-29.12.1890, Севастополь), дочери капитана 1 ранга (впоследствии контр-адмирала) С. И. Милонаса.  От этого брака в период с 1835 по 1851 год у них родилось 9 детей:
- Екатерина Всеволодовна Власьева (1835-?) - родилась 5 июня 1835 года в Севастополе. Была замужем за отставным контр-адмиралом Дмитрием Николаевичем Кондогури (1825-1882)
- Николай Всеволодович Власьев (1837-1911)  впоследствии контр-адмирал.
- Василий Всеволодович Власьев  (1839-1841) - скончался во младенчестве.
- Александр Всеволодович Власьев  (1841-1892) - был женат на Эмилии Николаевне Меллер
- Валерьян Всеволодович Власьев  (1843-до 1895) - был женат на Анастасии Михайловне Кожевниченковой.
- Надежда Всеволодовна Власьева (1844-?) - была замужем за Случевским.
- Алексей Всеволодович Власьев  (ок.1848-ок.1850) -- скончался во младенчестве..
- Клара Всеволодовна Власьева (1849-?) - родилась 5 июня 1849 года в Севастополе. Была замужем за генерал-майором Николаем Михайловичем Чижевым (1846-?)

Сестра: Елизавета Алексеевна Власьева, супруга (с 1817 года) капитана 1-го ранга Якова Яковлевича Шостенко (1788-1835).